# Садлер, Рейнгольд
Рейнгольд Садлер (англ. Reinhold Sadler; 10 января 1848 — 30 января 1906) — американский политик, 9-й губернатор Невады. Сторонник партии «неограниченной чеканки серебряных монет».

## Биография
Рейнгольд Садлер родился 10 января 1848 года в Чарникау, провинция Позен, Пруссия. На родине он окончил школу, а затем эмигрировал в Америку. Сначала он поселился в Вирджиния-Сити, а позже переехал в Юрику.
В 1880 году он был избран казначеем штата.
После двух неудачных избирательных кампаний в государственные учреждения, Садлер в 1895 году был избран 10-м вице-губернатором штата. 10 апреля 1896 года, после смерти губернатора Джона Джонса, он стал исполняющим обязанности губернатора, а затем был избран на эту должность.
Во время пребывания в должности губернатора Садлер основал Совет штата по налоговым экспертам.
После окончания срока полномочий Садлер вернулся в Юрику, где занялся бизнесом. В 1904 году он баллотировался в Палату представителей США от Stalwart Silver, но не был избран.
Садлер умер 30 января 1906 года в Юрике, в возрасте 58 лет. Он похоронен на кладбище Lone Mountain в Карсон-Сити, штат Невада.